# Desmopachria bifasciata
Desmopachria bifasciata är en skalbaggsart som beskrevs av Zimmermann 1921. Desmopachria bifasciata ingår i släktet Desmopachria och familjen dykare. Inga underarter finns listade i Catalogue of Life.